# Vertrag von Rapallo

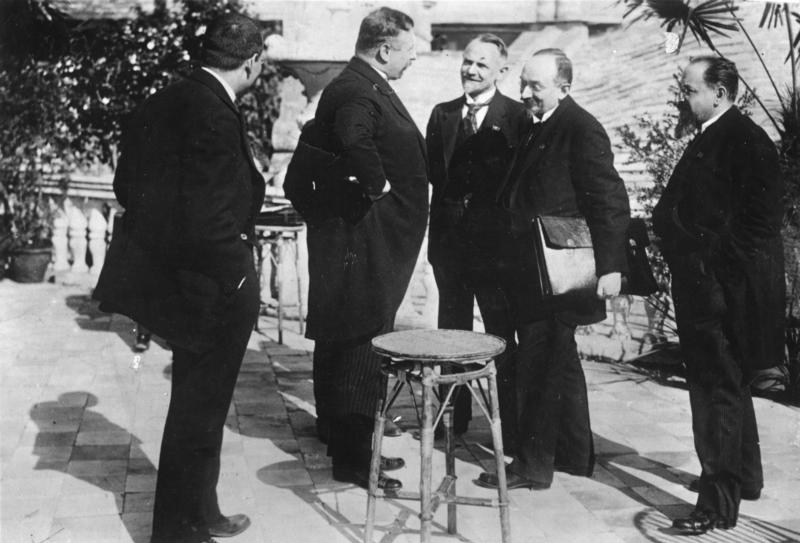
Reichskanzler Joseph Wirth (2. v. l.) mit den Vertretern der sowjetrussischen Seite Krassin, Tschitscherin und Joffe

Der Vertrag von Rapallo ist ein völkerrechtlicher Vertrag, der am 16. April 1922, einem Ostersonntag, im italienischen Rapallo zwischen dem Deutschen Reich und der Russischen Sozialistischen Föderativen Sowjetrepublik (späteres Gründungsmitglied der Sowjetunion) geschlossen wurde. Der überraschende Vertragsschluss fand am Rande der Finanz- und Wirtschaftskonferenz von Genua statt. Unterzeichnet wurde der Vertrag von dem deutschen Außenminister Walther Rathenau und seinem sowjetrussischen Amtskollegen Georgi Tschitscherin. Der Vertrag normalisierte die Beziehungen der beiden Staaten, die mit ihm ihre jeweilige internationale Isolation durchbrechen wollten, und sollte die Verhandlungsposition des Deutschen Reiches gegenüber den Westmächten stärken. Mit Deutschland, dessen Schuld am Ausbruch des Ersten Weltkriegs der Frieden von Versailles konstatiert hatte, und dem sozialistischen Russland schlossen sich zwei Geächtete der damaligen internationalen Politik zusammen. Er trat sofort mit der Unterzeichnung in Kraft.

## Vertragsinhalt

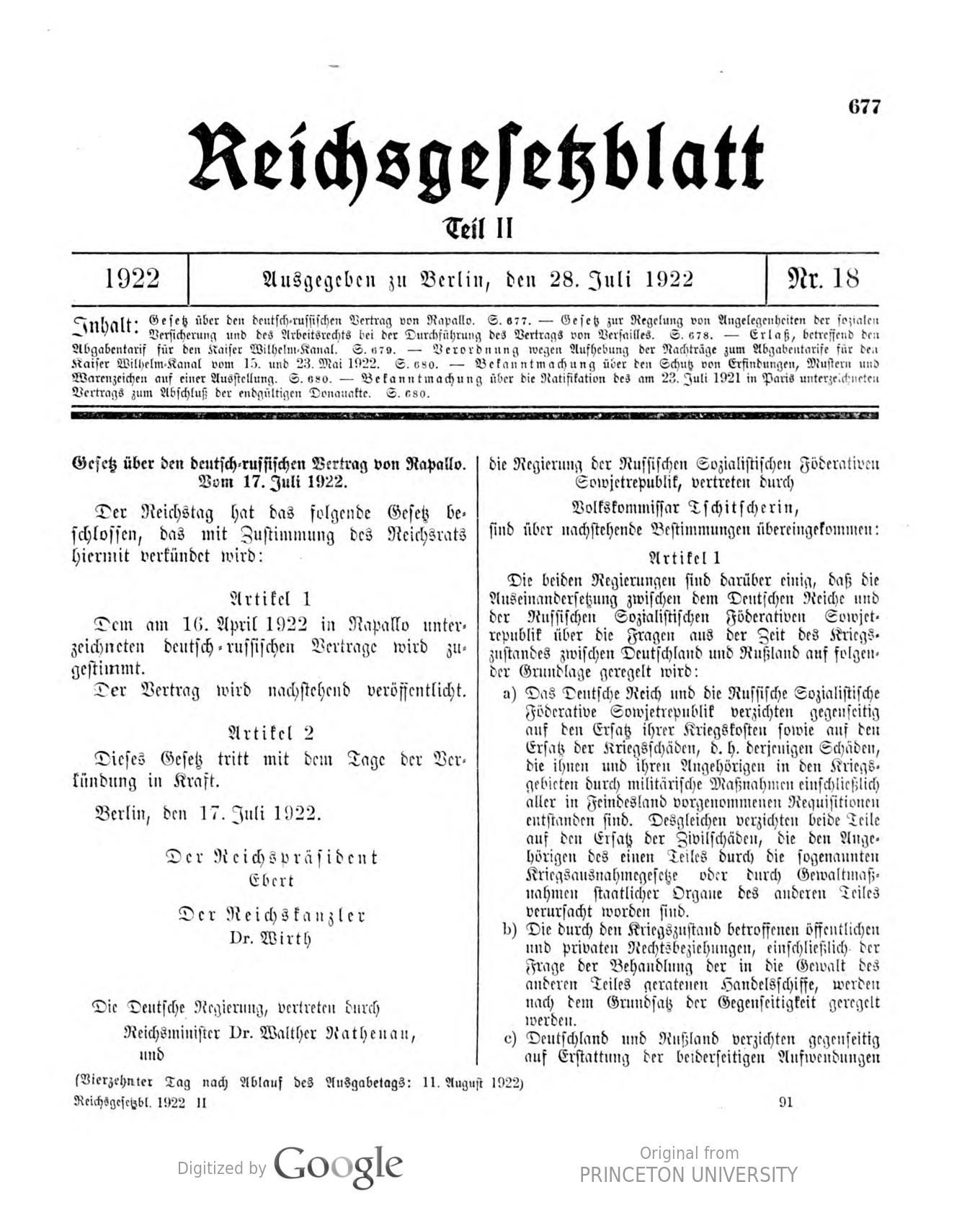
Der Vertrag von Rapallo im deutschen Reichsgesetzblatt, Teil II, vom 28. Juli 1922

Der Vertrag hatte hauptsächlich den Inhalt, dass das Deutsche Reich und Sowjetrussland ihre durch den Krieg und die russische Revolution unterbrochenen diplomatischen und wirtschaftlichen Beziehungen nach dem Prinzip der Meistbegünstigung wieder aufnehmen. Letzteres war für das Deutsche Reich wichtig, weil seine Waren von den ehemaligen Kriegsgegnern in Westeuropa weiterhin boykottiert wurden. Des Weiteren verzichteten beide Staaten auf Reparationen für Kriegsschäden, das Deutsche Reich zudem auf Entschädigungen für im Zuge der Revolution verstaatlichtes ehemals deutsches Eigentum. Am Zustandekommen des Vertrages war maßgeblich Staatssekretär Adolf Georg von Maltzan beteiligt.
Im Umfeld des Vertrags wurde die Lieferung von Industrieanlagen an Sowjetrussland vereinbart, durch die es die Ölfelder von Baku ohne Unterstützung westlicher Firmen hätte betreiben können. Zudem verpflichtete sich das Deutsche Reich, Lageranlagen und Tankstellen zur Vermarktung russischer Ölprodukte einzurichten. Auf diese Weise plante das Deutsche Reich, die Abhängigkeit von britischen und amerikanischen Ölkartellen zu mindern, die den deutschen Markt beherrschten.

## Reaktionen
Im Deutschen Reich wurde der Vertrag mehrheitlich begrüßt, stieß aber auch auf Widerstand, beispielsweise bei Reichspräsident Friedrich Ebert und der weiteren sozialdemokratischen Führung; auch Rathenau hatte früher die russischen Bitten um einen Vertrag abgelehnt und war bis zuletzt zögerlich. Reichskanzler Wirth äußerte intern, das Zusammengehen mit Russland erlaube es, dass Polen „zertrümmert“ werde.
Sozialdemokratische und kommunistische Kräfte begrüßten diesen Schritt. Auch aus dem ultralinken Lager gab es überwiegend Zustimmung. Unter nationalsozialistischen Kreisen war eher eine zwiespältige Reaktion typisch, ähnlich bei den monarchistischen Kräften. Diese nahmen zwar die anti-westliche Stossrichtung des Vertrages wohlwollend zur Kenntnis, standen aber zugleich einem Bündnis mit Sowjetrussland völlig ablehnend gegenüber. Auch im deutschnationalen und rechtsextremistischen Lager wurde die Annäherung an das bolschewistische Russland abgelehnt und Rathenau ein „falsches Spiel“ angelastet. Zumal, so die Stimmungsmache und Polarisierung der rechten Presse, er dort schon wegen seiner jüdischen Abstammung angeprangert wurde. Dabei blieb es nicht, denn Walther Rathenau wurde am 24. Juni 1922, wenige Monate nach Unterzeichnung des Vertrags, von Mitgliedern der rechtsextremen Organisation Consul ermordet.

Die Westmächte, vor allem Frankreich, standen dem Vertrag ablehnend gegenüber, weil er die Außenseiter Deutschland und Sowjetrussland stärkte und die Abhängigkeit des Deutschen Reiches von den Westmächten verringerte. Zwei Tage nach Abschluss des Vertrags protestierten sie auf diplomatischem Weg. Sie vermuteten, die beiden Staaten planten eine erneute Aufteilung Polens, das im Vertrag von Versailles als Staat wiedergegründet worden war. Diese Vermutung war nicht völlig unbegründet: Die Reichswehr unter General Hans von Seeckt plante tatsächlich eine Revision der Ostgrenze.
Der Vertrag von Rapallo trug dazu bei, dass Frankreich eine geringfügige Unterschreitung der im Vertrag von Versailles vorgeschriebenen Reparationsleistungen als Vorwand zur Ruhrbesetzung von 1923 nutzte.
Bis heute spricht man vom „Rapallo-Komplex“, wenn man das Misstrauen meint, das in den Ländern der westlichen Hemisphäre entsteht, sobald Deutschland sich zu sehr auf Russland zubewegt. Dieser Komplex wurde zuletzt beschworen, als man der Regierung Schröder eine Achse „Paris-Berlin-Moskau“ unterstellte, aber auch im Zusammenhang mit Konrad Adenauers Reise nach Moskau 1955 und mit Willy Brandts Ostpolitik nach 1970 spielte diese Furcht vor einer Wiederholung der Ereignisse von 1922 eine große Rolle.
Zum 100. Jahrestag im April 2022 wurde der Vertrag in der deutschen Presse häufig rezipiert und die heutige Bedeutung analysiert. Kurt Kister schreibt in der Süddeutschen Zeitung, dass der Vertrag "historisch bis heute nachhallt".

## Ort des Vertragsabschlusses

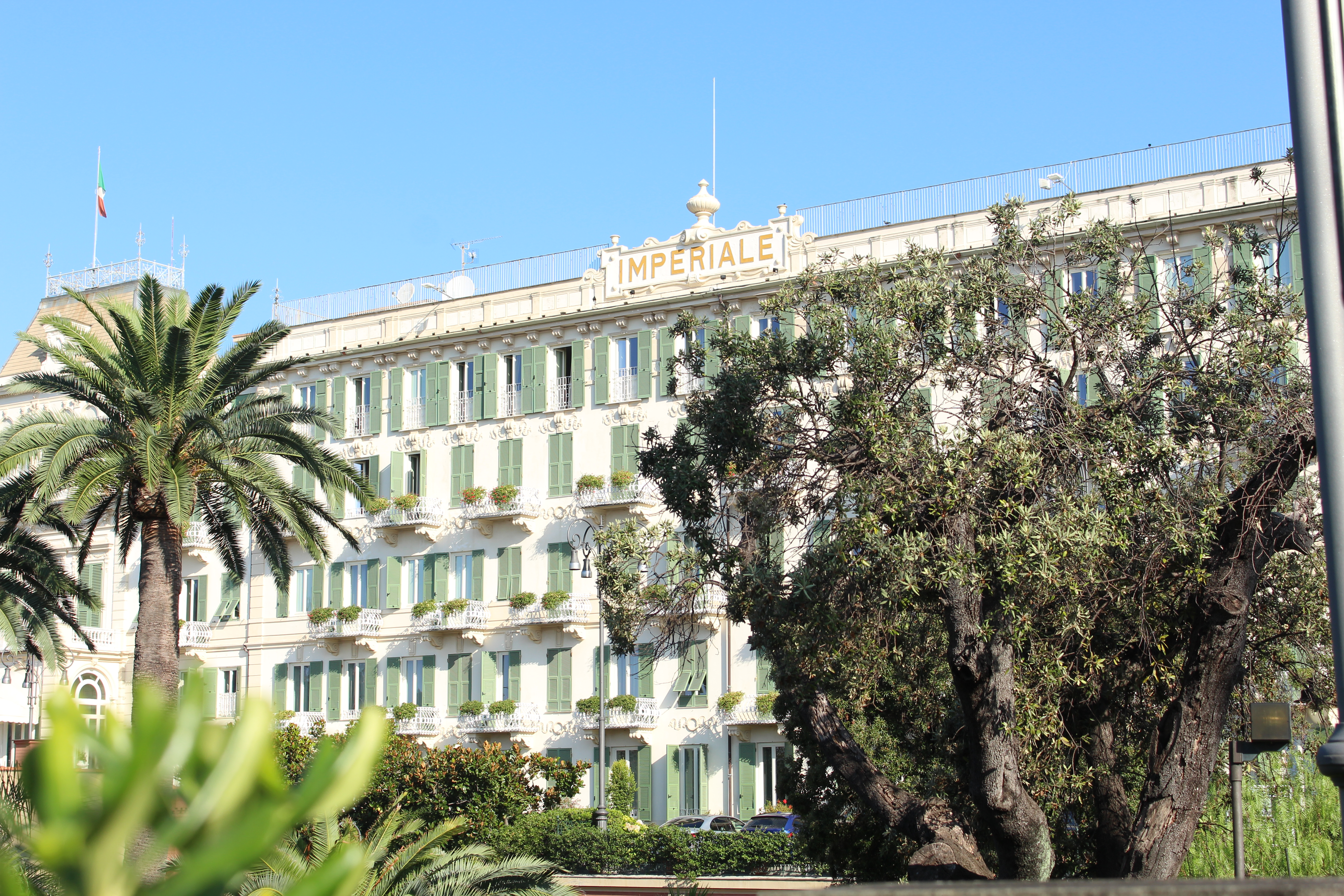
Hotel Imperiale Palace in S. Margherita Ligure

Im Jahr 1928 wurde durch eine königliche Gesetzesverordnung ein Teil des Gemeindegebietes von Rapallo der Nachbargemeinde Santa Margherita Ligure zugeschlagen. Dadurch liegt das Imperiale Palace Hotel, in dem die sowjetrussische Delegation der Konferenz von Genua wohnte und in dem der Vertrag ausgehandelt und unterzeichnet wurde, heute nicht mehr in Rapallo, sondern in Santa Margherita Ligure. Das Hotelmanagement hat den Raum, in dem die Unterzeichnung des Vertrags stattfand, zur Besichtigung erhalten; Kopien des Vertrages hängen an den Wänden aus. Zu den Kuriosa gehört, dass sich die deutsche Delegation nach Eintreffen der letzten sowjetrussischen Vorschläge in der Nacht vor der Vertragsunterzeichnung zu einer legendär gewordenen „Pyjamakonferenz“ traf, um sich vor Vertragsunterzeichnung noch einmal abzustimmen.